# 22856 Stevenzeiher
22856 Stevenzeiher è un asteroide della fascia principale. Scoperto nel 1999, presenta un'orbita caratterizzata da un semiasse maggiore pari a 2,5471615 UA e da un'eccentricità di 0,0596001, inclinata di 4,00063° rispetto all'eclittica.